# 三遊亭小圓歌 (初代)
初代三遊亭 小圓歌（さんゆうてい こえんか、？ - 1996年2月24日）は、落語家。本名は渡辺 一博。

## 経歴
言葉と左足の障害を克服し落語家として活躍する一方、40代から養護学校や少年院、老人会の慰問活動に本格的に取り組み、自らの経験や世相を軽妙に語る人生講演会を各地で開催した。
昭和30年代（1950年代後半）から昭和50年代（1980年代前半）にかけ、名古屋養護学校の卒業生に「人生は完全なきに魅力あり」などと記した短冊を全員に送り続け、1973年には100万円を寄付し文庫も創設した。
1992年病に倒れ、小円歌の名を後進に譲る。1996年腎臓がんで死去後、友人らにより追悼会が開かれた。

## 人物
「小圓歌」という名前は2代目三遊亭円歌をヨイショして手に入れた（雷門小福談）。

## 弟子
- 島一声